# Jewgienij Szaronow
Jewgienij Konstantinowicz Szaronow, ros. Евгений Константинович Шаронов (ur. 11 grudnia 1958 w Dzierżyńsku) – piłkarz wodny, trzykrotny medalista olimpijski.
Brał udział w trzech igrzyskach (IO 80, IO 88, IO 92), za każdym razem zdobywał medale. W 1980 reprezentanci ZSRR triumfowali, osiem lat później zajęli trzecie miejsce. W 1992 Szaronow ponownie sięgnął po brąz, tym razem w barwach Wspólnoty Niepodległych Państw. W 1982 został mistrzem świata, w 1986 zajął trzecie miejsce. Trzykrotnie był złotym medalistą mistrzostw Europy (1983, 1985, 1987), w 1981 wywalczył srebro. Występował na pozycji bramkarza.
Po zakończeniu kariery sportowej został działaczem krajowej federacji, a następnie międzynarodowej (FINA). W 2003 został przyjęty do International Swimming Hall of Fame.